# Diocesi di Agunto
La diocesi di Agunto (in latino Dioecesis Aguntiensis) è una sede soppressa e sede titolare della Chiesa cattolica.

## Storia
Aguntum, il cui sito archeologico si trova a pochi chilometri dalla città austriaca di Lienz, è un'antica sede vescovile della provincia romana del Norico, suffraganea del patriarcato di Aquileia.
Unico vescovo che si può attribuire con certezza a questa sede è Aronne, menzionato tra i firmatari del sinodo di Grado del 579. Alcuni autori assegnano a questa diocesi l'anonimo Augustanus episcopus menzionato nella lettera inviata all'imperatore Maurizio Tiberio dai vescovi riuniti ad Aquileia nel 591 e vissuto all'epoca dell'imperatore Giustiniano I (metà circa del VI secolo); altri storici invece ritengono che la sede di questo vescovo sarebbe quella di Augusta Lauriacensis, ossia Lauriaco.
Dal 1968 Agunto è annoverata tra le sedi vescovili titolari della Chiesa cattolica; la sede è vacante dal 4 luglio 2023.

## Cronotassi

### Vescovi
- Anonimo ? † (metà circa del VI secolo)
- Aronne † (menzionato nel 579)

### Vescovi titolari
- Francis Joseph Gossman † (15 luglio 1968 - 8 aprile 1975 nominato vescovo di Raleigh)
- Josef Plöger † (9 maggio 1975 - 22 aprile 2005 deceduto)
- Romuald Kamiński (8 giugno 2005 - 14 settembre 2017 nominato vescovo coadiutore di Varsavia-Praga)
- Paulo Celso Dias do Nascimento (27 ottobre 2017 - 19 aprile 2023 nominato vescovo di Itaguaí)
  - Fabián Alberto Belay (31 maggio 2023 - 4 luglio 2023 dimesso) (vescovo eletto)